# Intelsat II F-2
Intelsat II F-2 (auch Lani Bird genannt) war ein kommerzieller geostationärer Kommunikationssatellit des Satellitenbetreibers Intelsat mit Sitz in Luxemburg. Der Satellit ist der zweite aus der zweiten Intelsat-Generation.

## Technische Daten
Der Satellit basiert auf dem HS-303-Satellitenbus des Herstellers Hughes Aircraft. Er besitzt zwei C-Band-Transponder und wurde durch Solarzellen und Batterien mit Strom versorgt. Er besaß eine geplante Lebensdauer von 3 Jahren. Der Satellit wurde über dem Pazifik stationiert und konnte in den Vereinigten Staaten, Hawaii, Australien und Japan empfangen werden.

## Missionsverlauf
Intelsat II F-2 wurde am 11. Januar 1967 auf einer Delta-E-Trägerrakete von der Cape Canaveral Air Force Station in Florida gestartet. Der Start verlief normal und die Rakete brachte den Satelliten in einen geostationären Transferorbit. Von dort aus gelangte er durch ein 16-sekündiges Zündmanöver des Triebwerks in eine geostationäre Umlaufbahn, welche er am 4. Februar erreichte. Der Regulärbetrieb wurde schon am 27. Januar aufgenommen. Nach etwas mehr als zwei Jahren wurde der Betrieb beendet.